# آل مشبح (مودية)

تعديل مصدري - تعديل

آل مشبح هي إحدى قرى عزلة مودية بمديرية مودية التابعة لمحافظة أبين، بلغ تعداد سكانها 58 نسمة حسب تعداد اليمن لعام 2004.